# 千里馬神戸ボクシングジム
千里馬神戸ボクシングジム（せんりまこうべボクシングジム）は、兵庫県神戸市中央区に所在するボクシングジムである。
西日本ボクシング協会及び日本ボクシング連盟加盟。法人名は有限会社千里馬プロモーション。

## 概要
1986年1月に、かつての名門「神戸拳闘会」に所属し日本王者となった千里馬啓徳によって、設立された。
2005年には所属選手である長谷川穂積が、神戸市にあるジムの所属として初の世界王者となる。2007年秋には長谷川と契約解除（兵庫県警警察官出身の帝拳トレーナー山下正人が設立した真正ボクシングジム移籍）。
アクセスは新神戸駅から徒歩15分。

## 世界王者以外の所属選手

### 主な現役選手
- 帝里木下（第35代日本スーパーフライ級王者）
- 岸田聖羅（第4代日本スーパーフェザー級ユース王者）

### 引退した選手
- 田中宏幸（現総合格闘家）
- 入江潤（元日本スーパーライト級ランカー）
- ジェロッピ瑞山
- 桑原直樹
- 千里馬哲虎（草加有沢でデビュー後に移籍。マニー・パッキャオとの対戦歴あり）
- 武本在樹（会長の神戸朝鮮高級学校の後輩、クリス・ジョンが持つ世界王座挑戦歴あり）
- 玉越強平（元WBC世界スーパーフェザー級ユース王者（オーバーエイジ獲得のためJBC非公認））